# Хастеллой
Хастеллой (англ. Hastelloy)  — наименование группы сплавов на основе никеля, имеющих высокую стойкость к коррозии. Зарегистрированная торговая марка компании Haynes International, Inc.. Постепенно становится нарицательным названием коррозионностойких никелевых сплавов.
В состав сплавов «Хастеллой», как правило, входит молибден, также могут присутствовать  хром, железо, углерод. В качестве легирующих добавок применяются кобальт, медь, марганец, титан, цирконий, алюминий, вольфрам, ванадий и ниобий.
Основной функцией этих сплавов является эффективная работа при высоких температурах и давлениях, а также в условиях контакта с агрессивными веществами, когда обычные или более дешёвые сплавы должным образом не удовлетворяют технологическим требованиям, например, в оборудовании атомных реакторов, различных химических реакторах, трубах и клапанах в химической промышленности. Часто применяется также газотермическое напыление таких сплавов.
Марки сплавов «Hastelloy»:
- Hastelloy A
- Hastelloy B
- Hastelloy B2
- Hastelloy B3
- Hastelloy C
- Hastelloy C4
- Hastelloy C22
- Hastelloy C2000
- Hastelloy C263
- Hastelloy C276
- Hastelloy D
- Hastelloy G
- Hastelloy G2
- Hastelloy G3
- Hastelloy G30
- Hastelloy G50
- Hastelloy H9M
- Hastelloy N
- Hastelloy R235
- Hastelloy S
- Hastelloy W
- Hastelloy X

| Сплав  | Co   | Cr  | Mo   | W    | Fe  | Si    | Mn   | C     | Ni      | Другое               |
| ------ | ---- | --- | ---- | ---- | --- | ----- | ---- | ----- | ------- | -------------------- |
| B-2    | 1*   | 1*  | 28   | –    | 2*  | 0.1*  | 1*   | 0.01* | Основа  | –                    |
| B-3    | 3*   | 1.5 | 28.5 | 3*   | 1.5 | 0.1*  | 3*   | 0.01* | 65 min. | Al-0.5*, Ti-0.2*     |
| C-4    | 2*   | 16  | 16   | –    | 3*  | 0.08* | 1*   | 0.01* | Основа  | Ti-0.7*              |
| C-2000 | 2*   | 23  | 16   | –    | 3*  | 0.08* | –    | 0.01* | Основа  | Cu-1.6               |
| C-22   | 2.5* | 22  | 13   | 3    | 3   | 0.08* | 0.5* | 0.01* | Основа  | V-0.35*              |
| C-276  | 2.5* | 16  | 16   | 4    | 5   | 0.08* | 1*   | 0.01* | Основа  | V-0.35*              |
| G-30   | 2*   | 30  | 5.5  | 2.5  | 15  | 1*    | 1.5* | 0.03* | Основа  | Nb-0.8*, Cu-2*       |
| N      | 0.2* | 7   | 16   | 0.5* | 5*  | 1*    | 0.8* | 0.08* | Основа  | Al+Ti-0.5*, Cu-0.35* |
| W      | 2.5* | 5   | 24   | –    | 6   | 1*    | 1*   | 0.12* | Основа  | V-0.6*               |